# العلاقات الإيطالية السلوفاكية
العلاقات الإيطالية السلوفاكية هي العلاقات الثنائية التي تجمع بين إيطاليا وسلوفاكيا.

## مقارنة بين البلدين
هذه مقارنة عامة ومرجعية للدولتين:
| وجه المقارنة                                              | إيطاليا                                                  | سلوفاكيا                                                       |
| --------------------------------------------------------- | -------------------------------------------------------- | -------------------------------------------------------------- |
| المساحة (كم2)                                             | 301.34 ألف                                               | 49.03 ألف                                                      |
| عدد السكان (نسمة)                                         | 60.60 مليون                                              | 5.44 مليون                                                     |
| الكثافة السكانية (ن./كم²)                                 | 201.1                                                    | 110.95                                                         |
| العاصمة                                                   | روما، فلورنسا، تورينو                                    | براتيسلافا                                                     |
| اللغة الرسمية                                             | اللغة الإيطالية                                          | اللغة السلوفاكية                                               |
| العملة                                                    | يورو، ليرة إيطالية                                       | كرونة سلوفاكية، يورو                                           |
| الناتج المحلي الإجمالي (بليون دولار)                      | 1.93 تريليون                                             | 95.77 مليار                                                    |
| الناتج المحلي الإجمالي (تعادل القوة الشرائية) بليون دولار | 2.26 تريليون                                             | 162.34 مليار                                                   |
| الناتج المحلي الإجمالي الاسمي للفرد دولار أمريكي          | 29.96 ألف                                                | 16.09 ألف                                                      |
| الناتج المحلي الإجمالي للفرد دولار أمريكي                 | 35.46 ألف                                                | 30.46 ألف                                                      |
| مؤشر التنمية البشرية                                      | 0.873                                                    | 0.844                                                          |
| رمز المكالمات الدولي                                      | +39                                                      | +421                                                           |
| رمز الإنترنت                                              | .it                                                      | .sk                                                            |
| المنطقة الزمنية                                           | توقيت وسط أوروبا، ت ع م+01:00، ت ع م+02:00، أوروبا/روما ‏ | توقيت وسط أوروبا، ت ع م+01:00، ت ع م+02:00، أوروبا/براتيسلافا ‏ |

## مدن متوأمة
في ما يلي قائمة باتفاقيات التوأمة بين مدن إيطالية وسلوفاكية:
- ترتبط روستا ، بيدمونت مع بوينيتسى باتفاقية توأمة.
- ترتبط كازاليكيو دي رينو مع ترنتشين باتفاقية توأمة.
- ترتبط كاستلارانو مع شتوروفو باتفاقية توأمة.
- ترتبط فيرارا مع جيلينا باتفاقية توأمة منذ 1960.
- ترتبط مونتي مارسيانو مع برديوف باتفاقية توأمة.
- ترتبط كاسافاتوري مع Slovenské Ďarmoty [الإنجليزية]‏ باتفاقية توأمة.
- ترتبط ألبيجناسيغو (بلدية) مع غالنتا باتفاقية توأمة.
- ترتبط بروغيريو مع بريشوف باتفاقية توأمة.
- ترتبط Terzolas [الإنجليزية]‏ مع Tvarožná, Kežmarok District [الإنجليزية]‏ باتفاقية توأمة.
- ترتبط بينتريمولي مع ترينتشياسكي تيبليسي باتفاقية توأمة.
- ترتبط ألفيانو مع Vajnory [الإنجليزية]‏ باتفاقية توأمة.
- ترتبط San Lorenzo in Campo [الإنجليزية]‏ مع سفيت باتفاقية توأمة منذ 22 فبراير 2016.[15]
- ترتبط بيلاجيو مع زفولن باتفاقية توأمة.
- ترتبط فيرونا مع كوشيتسه باتفاقية توأمة منذ 1973.[16][17][18][19]
- ترتبط مونتيفاغو مع بييشتاني باتفاقية توأمة.
- ترتبط كازالي مونفيراتو مع ترنافا باتفاقية توأمة.
- ترتبط ألبا مع بانسكا بيستريتسا باتفاقية توأمة منذ 2001.[20]
- ترتبط بارما مع براتيسلافا باتفاقية توأمة.
- ترتبط بيروجيا مع براتيسلافا باتفاقية توأمة منذ 1990.[21][21]
- ترتبط سورانيا مع بانسكا شتيفنيتسا باتفاقية توأمة.
- ترتبط Polesella [الإنجليزية]‏ مع لوتشينيتس باتفاقية توأمة.
- ترتبط بوسيني مع مدزو [الإنجليزية]‏ باتفاقية توأمة.

## منظمات دولية مشتركة
يشترك البلدان في عضوية مجموعة من المنظمات الدولية، منها:
| علم المنظمة | اسم المنظمة                               | تاريخ انضمام إيطاليا | تاريخ انضمام سلوفاكيا |
| ----------- | ----------------------------------------- | -------------------- | --------------------- |
|             | منظمة التعاون الاقتصادي والتنمية          | 29 مارس 1962         | ?                     |
|             | منظمة التجارة العالمية                    | 1995                 | ?                     |
|             | المنظمة الأوروبية لسلامة الملاحة الجوية   | 1996                 | 1997                  |
|             | الاتحاد البريدي العالمي                   | ?                    | ?                     |
|             | الاتحاد الأوروبي                          | 25 مارس 1957         | 1 مايو 2004           |
|             | الوكالة الدولية للطاقة                    | ?                    | ?                     |
|             | حلف شمال الأطلسي                          | 4 أبريل 1949         | 29 مارس 2004          |
|             | مجموعة الموردين النوويين                  | ?                    | ?                     |
|             | يونسكو                                    | ?                    | 9 فبراير 1993         |
|             | اتفاقية السماوات المفتوحة                 | ?                    | ?                     |
|             | مؤسسة التمويل الدولية                     | 27 ديسمبر 1956       | 1993                  |
|             | المركز الدولي لتسوية المنازعات الاستشارية | 28 أبريل 1971        | 26 يونيو 1994         |
|             | الفريق المعني برصد الأرض                  | ?                    | ?                     |
|             | منظمة حظر الأسلحة الكيميائية              | ?                    | ?                     |
|             | مؤسسة التنمية الدولية                     | 24 سبتمبر 1960       | 1993                  |
|             | مجموعة أستراليا                           | 1985                 | 1994                  |
|             | منظمة الأمن والتعاون في أوروبا            | 25 يونيو 1973        | 1993                  |
|             | مركز تنسيق الحركة في أوروبا ‏              | ?                    | ?                     |
|             | وكالة ضمان الاستثمار متعدد الأطراف        | 29 أبريل 1988        | 1993                  |
|             | الاتحاد الدولي للاتصالات                  | 1866                 | 23 فبراير 1993        |
|             | منظمة الشرطة الجنائية الدولية             | ?                    | ?                     |
|             | الأمم المتحدة                             | 14 ديسمبر 1955       | 19 يناير 1993         |
|             | البنك الدولي للإنشاء والتعمير             | 27 مارس 1947         | 1993                  |

## وصلات خارجية
- موقع وزارة الخارجية الإيطالية
- موقع وزارة الخارجية السلوفاكية